# Mexico City Open (Grand Prix)
Il Mexico City Open è stato un torneo di tennis facente parte del Grand Prix e del World Championship Tennis giocato nel 1978 e 1981 a Città del Messico in Messico su campi in terra rossa.

## Albo d'oro

### Singolare
| Anno       | Campione       | Finalista     | Punteggio     |
| ---------- | -------------- | ------------- | ------------- |
| 1978       | Vijay Amritraj | Raúl Ramírez  | 6–4, 6–4      |
| 1979- 1980 | Non disputato  | Non disputato | Non disputato |
| 1981       | Jaime Fillol   | David Carter  | 6–2, 6–3      |

### Doppio
| Anno       | Campioni                      | Finalisti                | Punteggio     |
| ---------- | ----------------------------- | ------------------------ | ------------- |
| 1978       | Anand Amritraj Vijay Amritraj | Fred McNair Raúl Ramírez | 6–4, 7–5      |
| 1979- 1980 | Non disputato                 | Non disputato            | Non disputato |
| 1981       | Marty Davis Chris Dunk        | John Alexander Ross Case | 6–3, 6–4      |